# Sigurd I di Norvegia
Sigurd I di Norvegia, detto il Crociato o il Gerosolimitano (in norreno Sigurðr Jórsalafari o Sigurðr Magnússon, in norvegese Sigurd Jorsalfarer; 1090 – Oslo, 26 marzo 1130), fu re di Norvegia dal 1103 al 1123 assieme ai suoi due fratelli Øystein e Olav, divenendo invece unico sovrano dal 1123 al 1130.
Noto soprattutto per la sua iniziativa di compiere una spedizione passata alla storia come crociata norvegese, Sigurd assunse le redini del regno di Norvegia assieme ai suoi due fratelli Øystein e Olav alla morte del padre Magnus III, di cui era il secondogenito. Dal 1107 al 1110 fu impegnato nel viaggio verso la Terra Santa, mentre nel 1111 ritornò in patria e trovò un regno solido e rafforzato.
Quando nel 1123 rimase unico sovrano a seguito della morte dei suoi fratelli, cercò di rafforzare la posizione della Norvegia e di eseguire alcune riforme interne, ma negli ultimi anni della sua vita fu affetto da un qualche disturbo psichico che ne compromise la sua salute mentale. Quando nel 1130 si spense, il suo regno passò nelle mani di un suo figlio illegittimo, Magnus IV, ma la successione non fu pacifica e finì per generare una lunghissima serie di guerre civili terminate soltanto più di un secolo dopo, nel 1240.

## Biografia

### Origini e primi anni
Sigurd era il secondo dei tre figli di Magnus III di Norvegia e nacque dalla relazione tra il re e la concubina Thora; i tre fratelli nacquero tutti da amanti diverse e furono quindi figli illegittimi.
Tra la fine del XI e l'inizio del XII secolo, Magnus III era riuscito a imporre il proprio dominio, nel giro di un anno soltanto, in varie isole situate dall'altra parte del mare del Nord, ossia le isole Orcadi, le Ebridi e l'isola di Man, compiendo altresì delle razzie nel nord del Galles. Presso le isole Orcadi, Magnus aveva rimpiazzato il vecchio conte con il giovane Sigurd, che all'epoca aveva nove anni e lo aveva accompagnato nel corso della campagna di conquista.

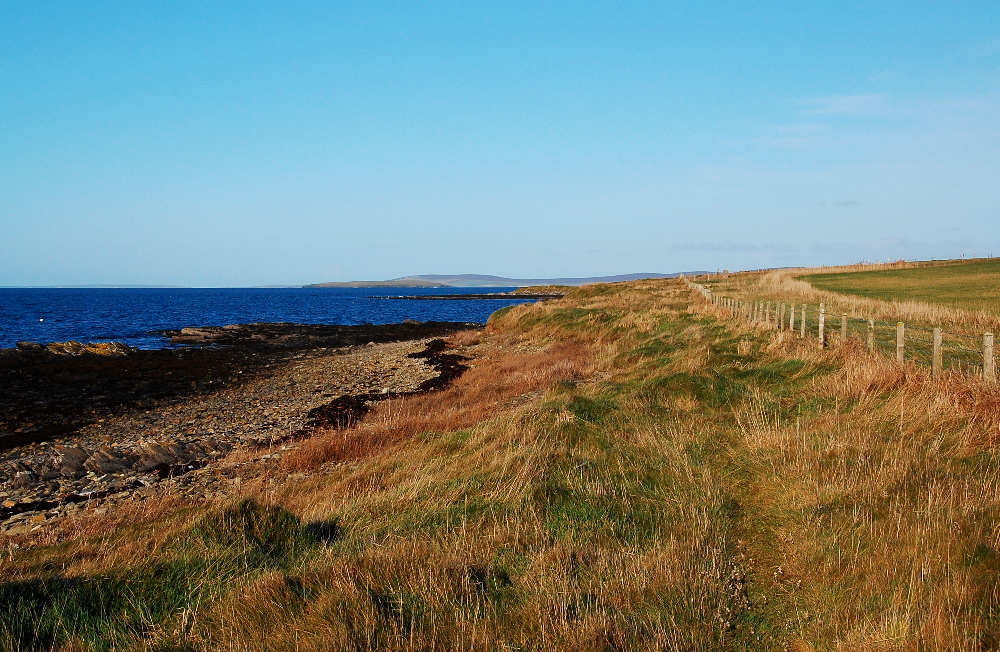
Scorcio delle isole Orcadi, un arcipelago situato a nord della Scozia. Conquistate da Magnus III di Norvegia nella seconda metà del XII secolo, la loro gestione fu affidata al suo secondogenito Sigurd, che trascorse lì cinque anni della sua vita in veste di reggente

Nominato «signore di tutte le isole a ovest del mare» sottomesse dai norvegesi, o più correttamente di tutte quelle a ovest della Scozia, inclusa l'isola di Man, il piccolo Sigurd fu affiancato nella sua attività da fidati consiglieri. In veste di reggente, egli trascorse una porzione consistente della sua adolescenza lontano dalla sua terra di origine, ovvero un lustro.
Spinto dalla sete di conquista, Magnus tornò nuovamente a ovest. Sbarcato in Irlanda, cercò di negoziare un'alleanza matrimoniale con Muircheartach Ua Briain, re supremo dell'isola. L'intento fu raggiunto e vennero combinate le nozze tra Sigurd e Bjaðmunjo, la giovane principessa irlandese figlia di Muircheartach. Tuttavia, nel 1103, cadde vittima di un'imboscata per lui fatale nei dintorni di Dún Pádraig, morendo a soli ventinove anni. Appresa la notizia, nell'autunno del 1103 Sigurd fece ritorno in patria assieme al seguito sopravvissuto di Magnus e decise di rompere il matrimonio previsto con Bjaðmunjo, adducendo come motivazione che esso non fosse stato consumato. Dalle fonti, la decisione presa dal giovane viene ritenuta frutto del rammarico e dalla tristezza generata dalla notizia della dipartita del padre. In realtà, è più credibile l'ipotesi secondo cui il ritorno avvenne per prendere possesso della propria porzione di eredità, considerando che la necessità più impellente appariva quella di colmare il vuoto al potere lasciato in Norvegia. Rispettando le consuetudini dell'epoca, secondo cui tutti i discendenti diretti di sesso maschile di un sovrano defunto avevano egual diritto a succedergli, il regno fu spartito tra i tre giovani figli di Magnus. Il meccanismo nasceva con la speranza di evitare faide o guerre intestine; per quanto talvolta, esso generò instabilità politica, fino ad allora non si erano mai verificati cruenti scontri fratricidi nella storia del regno di Norvegia. Sul tema, le saghe enfatizzano «lo spirito di concordia e collaborazione» che pervase i tre giovani fratelli nel momento in cui andarono a spartirsi il potere. A Øystein, che era il maggiore e aveva pochi anni più di Sigurd, toccò la parte settentrionale, a Sigurd la parte sud-orientale e al piccolo Olav, che aveva al massimo cinque anni, fu assegnata quella sud-occidentale.
A giudizio di Dan Jones, questo compromesso dovette forse risultare stretto a Sigurd, che cominciò ad avvertire il desiderio di allontanarsi dalla Norvegia. È probabile che lo incuriosirono particolarmente le gesta che aveva udito a proposito della conquista di Gerusalemme del 1099 compiuta durante la prima crociata, alla quale, come attesta l'autore medievale Guglielmo di Malmesbury, avevano preso parte anche dei «crucesignati nordici». A mano a mano che trascorrevano gli anni, questa sensazione di eccitazione per le vicende che avvenivano in Terra Santa pervase molti angoli della Norvegia, fino a tramutarsi in qualcosa di più concreto di un semplice interessamento grazie alla decisione che di lì a poco avrebbe preso Sigurd.

### La crociata norvegese

#### Preparativi e Inghilterra

Cartina che mostra il viaggio di andata e di ritorno compiuto da Sigurd nell'ambito della crociata norvegese

Nel 1107, al suo terzo o quarto anno di regno, Sigurd aveva ormai raggiunto i diciassette anni e aveva deciso di compiere un viaggio nel mar Mediterraneo. A livello storiografico, vi è incertezza sulla natura della spedizione compiuta dal re norvegese e su come essa vada classificata. Tra gli scopi dichiarati dal re rientrava la sua intenzione di guadagnare fama (in norreno frægð) e buona reputazione (orðstírr), ma non bisogna dimenticare che nel mondo norvegese le incursioni o le guerre di conquista venivano ritenute un'opportunità di arricchimento cruciale per la sopravvivenza. In questo meccanismo sociale, il ruolo del re appariva pertanto essenziale, quasi come se egli fosse chiamato ad adempiere a una sorta di dovere. Non si può escludere che tra i favorevoli al viaggio in Oriente rientrasse chi aveva accompagnato Magnus nelle scorrerie compiute nelle isole occidentali e desiderava godere di nuovo della compagnia di Sigurd, presente nella traversata di ritorno dalle isole Orcadi. Øystein, dal canto suo, non aveva invece mai lasciato la Norvegia.
In quel contesto, Sigurd strinse a quel punto un patto con il fratello maggiore Øystein, accettando di cedergli pro tempore il controllo dei suoi domini mentre egli era lontano da casa sua. Sigurd inviò dei messaggeri in vari angoli della Norvegia alla ricerca di uomini valorosi che intendessero unirsi alla spedizione, indicando come luogo di raduno Bergen, sulla costa sud-occidentale norvegese, da cui sessanta navi (un numero questo riferito da tutte le saghe) si prepararono per alcuni mesi a salpare. È verosimile credere che Sigurd avesse radunato tra i 4 000 e i 5 000 uomini (con meno probabilità 6 000). Resta comunque una cifra ragguardevole, considerando che in quel preciso periodo storico la Norvegia era uno dei paesi meno popolosi d'Europa.
La lunghezza della traversata impose una tappa intermedia, il Inghilterra. Secondo le saghe, Sigurd venne caldamente accolto dal re Enrico I, figlio di Guglielmo il Conquistatore. Malgrado gli storici moderni tendano a dubitare della veridicità di questo incontro, non si può escludere che Enrico concesse a Sigurd sostegno di tipo economico e materiale per la spedizione. Pare che, per ricambiare il trattamento riservatogli, il sovrano norvegese accettò di destinare una grossa somma di denaro a varie chiese inglesi. La prolungata sosta sull'isola terminò soltanto quando migliorarono del tutto le condizioni climatiche, ossia nella primavera del 1108.

#### al-Andalus

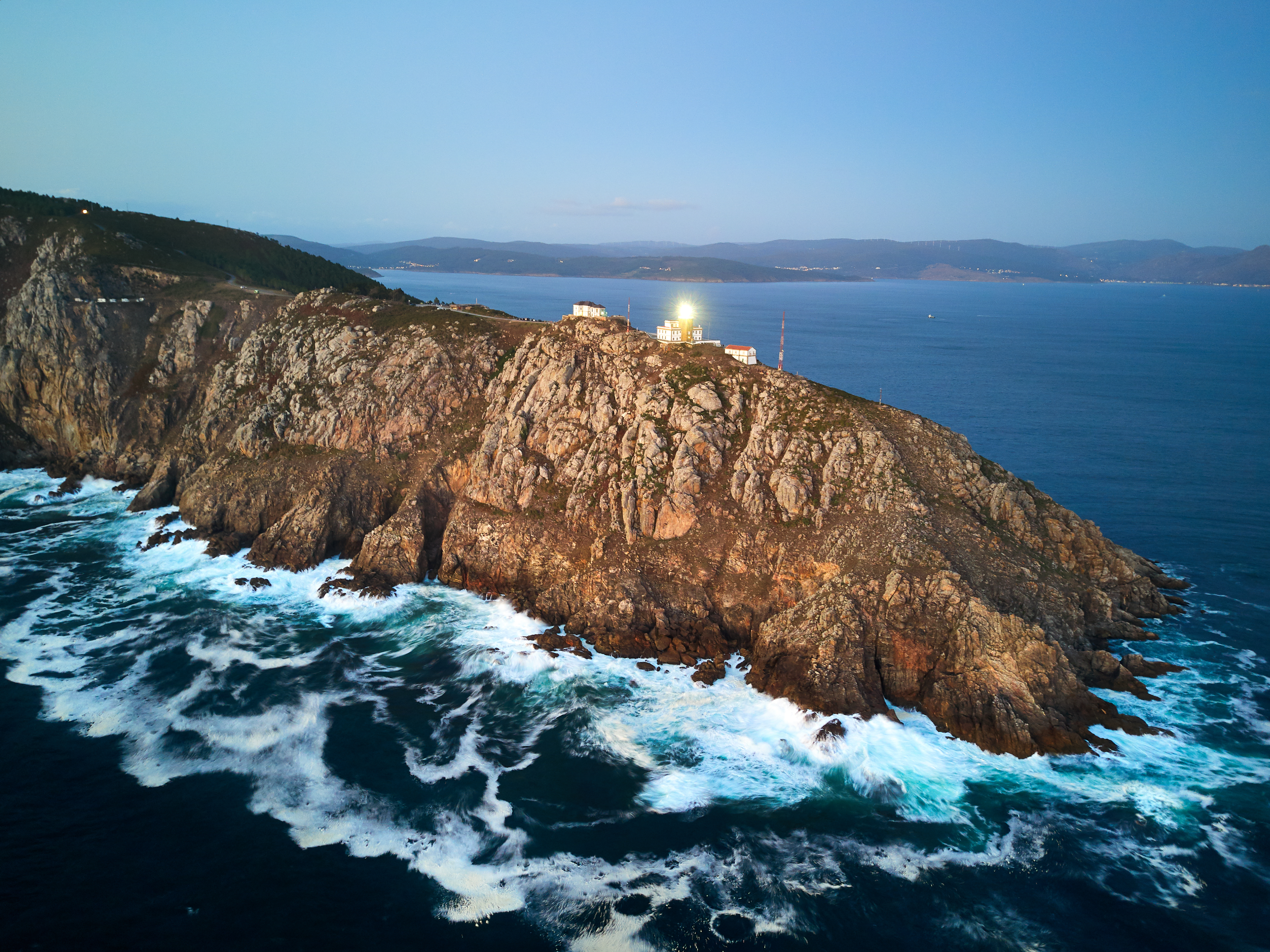
Capo Finisterre, in Galizia. Il frastagliato punto situato nell'estremo nord-ovest della regione fu sicuramente doppiato dalla flotta norvegese, al fine di costeggiare poi la sezione occidentale della penisola iberica

La traversata delle coste francesi si rivelò estenuante, trascinandosi per l'intera estate per via della costante necessità di approdare in cerca di viveri e acqua. Doppiato il golfo di Biscaglia, i norvegesi giunsero in Galizia (Galizuland) soltanto in autunno, dove forse Sigurd si recò in pellegrinaggio a Santiago de Compostela (Jákobsland, cioè la terra di [san] Giacomo).
Fu in Galizia che, per la prima volta, il gruppo di guerrieri scandinavi entrò in contrasto con la popolazione locale, a dispetto di confronti sempre pacifici con gli inglesi e con i francesi. Un conte/duca (jarl nelle saghe) locale dal nome non indicato nelle fonti medievali venne a patti con gli stranieri, promettendo loro che avrebbero potuto beneficiare di un mercato permanente per trascorrere in modo sereno l'inverno del 1108. Quando una carestia sconvolse però la regione, l'offerta fu ritirata e, come conseguenza abbastanza prevedibile, Sigurd finì per scontrarsi con il conte, che preferì fuggire dal suo castello anziché combattere e lasciò che gli stranieri si impadronissero di gran parte delle scorte per riprendere il viaggio.
Ristabilita la pace con i galiziani, i norvegesi lasciarono la regione soltanto nella primavera del 1109, «addentrandosi per la prima volta in acque nemiche». Si narra quindi di uno scontro avvenuto in mare che coinvolse Sigurd e alcuni pirati (víkingr) saraceni a bordo di galee (galeiðr), una cruenta lotta terminata con la cattura da parte del re norvegese di sette (oppure otto) imbarcazioni nemiche e di un grande bottino.
Raggiunta la foce del fiume Colares, gli uomini approdarono e si allontanarono per ben nove chilometri dalla costa, raggiungendo l'imponente castello moresco di Sintra (Sintré), in Portogallo. Sigurd si convinse ad attaccarlo, ma gli abitanti e le guardie del posto resistettero strenuamente ai loro aggressori, rifugiandosi al suo interno. Malgrado ciò, alla fine i difensori dovettero capitolare e il sovrano norvegese disse loro che gli avrebbe risparmiato la vita qualora si fossero convertiti al cristianesimo; poiché nessuno di loro optò per questa scelta, i catturati furono tutti uccisi. Ritornati alle imbarcazioni, i guerrieri si diressero verso Lisbona (Lizibón), che aveva la fama di città ricca, «per metà cristiana e per metà musulmana» e ben fortificata (borg) e dove, di certo, ci si aspettava di imbattersi in ricchissimi bottini. Preparatosi a colpire Lisbona, Sigurd seppe brillantemente espugnarne il distretto occidentale. Stavolta non ne massacrò però la popolazione, in quanto diverse persone accettarono la conversione religiosa. Ripartito da Lisbona, Sigurd ebbe modo di compiere un'ultima tappa sulla terraferma ad Alkasse, una località generalmente associata alla moderna Alcácer do Sal, presso la foce del fiume Sado. Invertendo la tendenza di Lisbona, le fonti riferiscono che il re si astenne da qualsiasi atto di clemenza e si lasciò andare a un massacro senza pari, sterminando gli abitanti e depredandoli di ogni avere. Sigurd concluse infine la lunga traversata dell'Atlantico superando lo stretto di Gibilterra (Nörvasund) e facendo l'ingresso nel mar Mediterraneo.

#### Baleari
Sigurd non aveva superato da molto Gibilterra che subito alcune bande di pirati saraceni assalirono la sua flotta. Tuttavia, gli aggressori furono costretti alla fuga e i norvegesi poterono proseguire in serenità la propria navigazione. È verosimile che Sigurd avesse raggiunto il Mediterraneo prima dell'estate del 1109, avendo dunque attraversato nel giro di una stagione un territorio ostile e pericoloso.

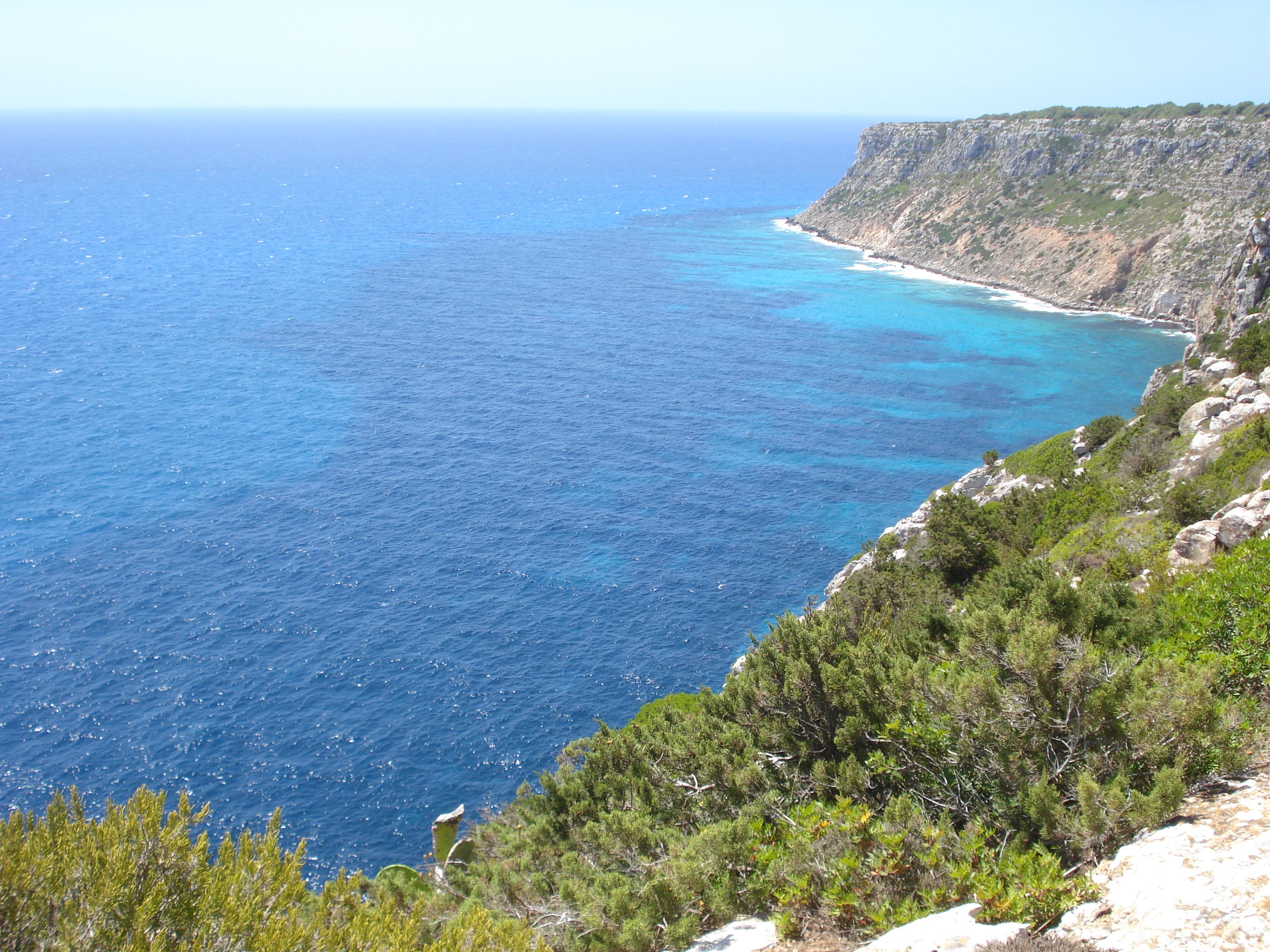
Il frastagliato panorama orientale dell'isola di Formentera, dove i soldati norvegesi attaccarono i pirati saraceni e africani

La flotta fece poi rotta verso Formentera (Forminterra), appartenente alla taifa di Minorca, e si decise di aggredirla. Le saghe dedicano i maggiori dettagli proprio a questo episodio, dichiarando che l'isola delle Baleari era abitata «esclusivamente da pirati pagani» e che tra di loro vi erano sia «saraceni» (serkir) sia «uomini neri» (africani, blámenn). I pirati avevano sfruttato un reticolo di grotte (hellir) rocciose protette da una sporgenza in alto e da un ripido pendio in basso, convertendole in una fortezza di fortuna. Avevano inoltre costruito un muro di pietra, alle spalle del quale custodivano i tesori ottenuti con le loro razzie. Secondo le saghe, in quel frangente il giovane Sigurd ebbe modo di dimostrare appieno il suo genio militare. Il re ordinò infatti ai suoi di portare a riva due piccole lance (barki), utilizzate all'occorrenza come scialuppe, e di trascinarle sulla sommità del dirupo, da un punto da cui potevano sovrastare i nemici. Fu un'impresa difficile, tenendo conto della considerevole ripidezza della scogliera. Fatti salire sui barchini quanti più guerrieri poté, perlopiù arcieri, li fece poi calare con delle corde fino all'imboccatura della caverna; mentre procedevano nella discesa, i norvegesi scagliarono quante più frecce e pietre possibili contro gli avversari, uccidendone alcuni e costringendo gli altri ad abbandonare l'ingresso e a ripiegare all'interno delle grotte. Sbarazzatosi con questo stratagemma della minaccia principale, accatastò grossi pezzi di legno nelle caverne e li incendiò, facendo propagare presto le fiamme. Ciò costrinse i pirati a decidere se tentare di uscire fuori, ma rischiando la vita perché attaccati dalle spade norvegesi, oppure morire bruciati o per asfissia a causa del fumo.
Archiviato lo scontro, restava da spartire il bottino, che fu presumibilmente il più ricco mai ottenuto nel corso dell'intera spedizione. Il gruppo si spostò poi verso Ibiza (Íviza) e Minorca (Manork), dove in entrambi i casi Sigurd prevalse e razziò le isole.

#### Sicilia
Per un discreto tratto, le mete raggiunte dopo la partenza da Minorca verso occidente restano avvolte del mistero. Le opere menzionano soltanto dell'arrivo in Sicilia (Sikiley) nel 1109, malgrado non concordino sul momento esatto in cui avvenne lo sbarco né si indica il luogo di arrivo. Sull'isola di Sicilia gli scandinavi avrebbero trascorso molto tempo, anche perché le navi necessitavano di lunghe riparazioni e di approvvigionamenti. Inoltre, era opportuno che una flotta così vasta come quella radunata da Sigurd si raggruppasse nuovamente, pronta a muoversi verso la destinazione finale senza alcuna grossa problematica. Sulla base di un'identificazione compiuta dagli storici, i viaggiatori incontrarono, forse nella città di Palermo, il giovane e quattordicenne Ruggero d'Altavilla (Roðgeirr), colui che nel 1130 divenne noto come Ruggero II di Sicilia. Resta comunque storicamente incerto se l'incontro summenzionato avvenne davvero, tanto che non ne conferma la notizia nessuna fonte siciliana. Sull'isola i norvegesi trascorsero il loro terzo inverno lontani da casa, ricevendo sempre un trattamento cortese e partendo nell'estate del 1110 alla volta della loro tappa finale, il regno di Gerusalemme (Jórsalaland).

#### Outremer

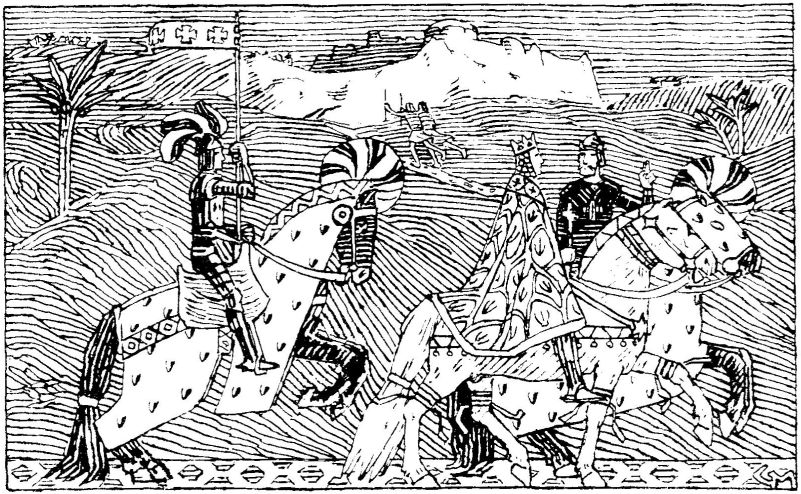
Re Sigurd e Re Baldovino cavalcano da Gerusalemme verso il fiume Giordano in un'illustrazione di Gerhard Munthe

A discapito della lunghezza della traversata, pare che Sigurd non ordinò di effettuare alcuno scalo intermedio nel «mare di Grecia» (Grikklands hafi), ovvero il mar Egeo, e nel mar di Levante. È stato a lungo incerto dove, nell'autunno del 1110, avvenne lo sbarco in Palestina: secondo le saghe nordiche, Sigurd puntò convintamente verso il porto di Ascalona, a sud-ovest di Gerusalemme, che allora si trovava sotto il controllo del Califfato fatimide d'Egitto. I cronachisti latini, invece, forniscono due versioni differenti, con alcuni autori che indicano Giaffa, la città più vicina ai luoghi sacri del cristianesimo, e altri Acri (Akrsborg), che pur essendo più a nord era uno dei principali porti di riferimento per i pellegrini in arrivo in Palestina. È verosimile che fosse stata Acri la località raggiunta dai norvegesi; il re di Gerusalemme Baldovino I aveva in quel frangente da poco concluso una fruttuosa campagna contro la città di Beirut, e alla notizia dello sbarco di Sigurd si recò subito da lui per incontrarlo, con l'intenzione di conoscere le ragioni del suo arrivo.
Sigurd fu il primo re occidentale a visitare gli Stati crociati e Baldovino lo trattò perciò con enorme rispetto, scortandolo fino a Gerusalemme (Jórsalaborg). Durante il cammino, venne a conoscenza delle intenzioni di Sigurd di recarsi presso i luoghi santi di Gerusalemme e della valle del Giordano. Una delle opere nordiche, la Morkinskinna, racconta che Baldovino volle stupire il suo ospite riservandogli un'accoglienza grandiosa, motivo cui comandò che fossero distesi degli abiti riccamente decorati in prossimità di Gerusalemme. Una volta conquistatosi il favore del suo omologo, a Sigurd fu riservato l'onore di venire accompagnato in varie località, tra cui la collina del Golgota, la stanza dell'Ultima Cena e della Pentecoste, il giardino del Getsemani, la tomba della Vergine Maria, nella valle di Giosafat, il fiume Giordano (dove Sigurd si immerse), il Santo Sepolcro e tante altre ancora. Al termine di questa serie di pellegrinaggi, egli ricevette vari doni e persino un frammento della Vera Croce, una delle reliquie cristiane più venerate. Al contempo, dovette giurare di compiere alcune riforme religiose in Norvegia, sebbene a questi impegni presi non diede mai del tutto seguito. La fondazione di un'arcidiocesi norvegese, ad esempio, avvenne soltanto nel 1152, quando Sigurd era ormai già morto da più di un ventennio. Inoltre, anche la richiesta di posizionare il frammento della Vera Croce presso la tomba del re Olaf II di Norvegia, venerato come santo, rimase disattesa, poiché Sigurd ne mantenne gelosamente il possesso per tanti anni ancora, fino a quando non la depositò nel 1127 alla chiesa della Santa Croce (Krosskirkja) edificata a Kungahälla.

#### Sidone

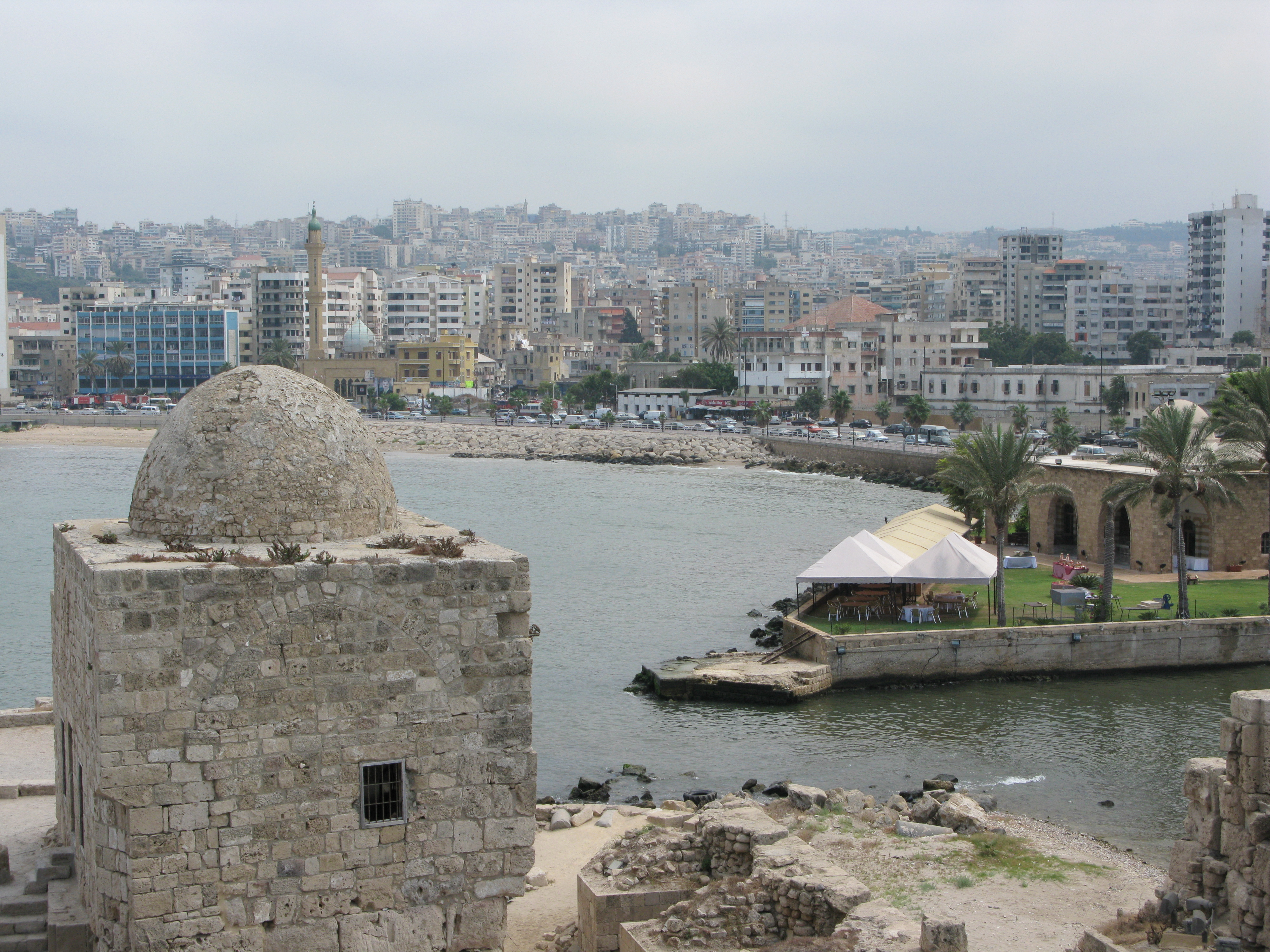
La moderna Sidone vista dal Castello del Mare

Sigurd aveva trascorso l'estate del 1110 frequentando luoghi sacri e partecipando a eventi mondani svoltisi alla corte di Baldovino. Avendo appreso delle imprese vissute dai norvegesi, il re di Gerusalemme si consultò con i suoi consiglieri e individuò il bersaglio dove i guerrieri stranieri avrebbero potuto mettere alla prova il proprio valore. L'obiettivo infine prescelto fu Sidone (Sætt), una città della Siria (Sýrland) che, a giudizio del cronachista Alberto di Aquisgrana, soleva attaccare i pellegrini cristiani. La strategia concordata fu la seguente: Baldovino avrebbe attaccato la città via terra, mentre la flotta nordica avrebbe colpito dal mare. Oltre che sui suoi uomini e sui norvegesi, Baldovino poteva contare sull'arrivo di alcuni gruppi di inglesi, fiamminghi e danesi che precedentemente avevano visitato i luoghi sacri. Salpato da Acri, Sigurd mise in atto un autentico blocco navale a ridosso di Sidone, essendogli stato assegnato il compito di proteggere gli uomini dispiegati sulla terraferma qualora altre città egiziane avessero inviato soccorsi via mare. Il timore che potessero giungere dei rinforzi si concretizzò quando arrivò un enorme gruppo di imbarcazioni fatimidi, partite da Tiro in direzione di Sidone. Sigurd e il suo seguito soffrirono innegabili difficoltà, ma vennero provvidenzialmente soccorsi da una flotta composta da un centinaio di galee della Repubblica di Venezia, guidata dal doge Ordelaffo Falier in persona. Secondo una diversa ricostruzione, una grande flotta egiziana si preparò a bersagliare la città di Acri, ma alla notizia dell'imminente transito delle navi cristiane verso Sidone esse ripiegarono nel sicuro porto di Tiro, da cui «nessuno osò» allontanarsi «per affrontarl[e]». Ciò permise al re di Norvegia, con tutte le sue forze al completo, di gettare le ancore e di rafforzare la sua morsa intorno alla città, dalla parte del mare.
Secondo lo storico coevo siriano Ibn al-Qalanisi, l'attacco partì il 19 ottobre e durò quarantasette giorni. Il ruolo assunto da Sigurd durante la battaglia viene ritenuto dalla storiografia tutto sommato secondario. Al contrario, secondo le saghe si consacrò proprio in quell'occasione, motivo per cui la guerra contro Sidone sarebbe coincisa con l'apice della crociata norvegese. Il resoconto dell'assedio sopravvisse perlopiù in forma orale per diverso tempo, venendo poi ripreso brevemente da Teodorico monaco e, in seguito, da altre fonti scandinave. A giudizio degli autori, Sigurd si dimostrò addirittura magnanimo, considerando che, secondo le consuetudini del tempo, a lui sarebbe spettato il possesso della metà della città conquistata e ai suoi uomini la metà del bottino. Tuttavia, con sopraffina cavalleria e cortesia, egli vi avrebbe rinunciato, cedendo tutto al suo alleato Baldovino. Per Sigurd si trattò della nona vittoria su nove riportata sul campo di battaglia, ma a differenza della sequela di lotte precedenti che «era stata segnata da exploits tanto eclatanti quanto estemporanei, perché privi di conseguenze geopolitiche», in questo caso l'intervento norvegese era stato fondamentale per consentire la presa di un porto fondamentale e una concreta espansione del regno di Gerusalemme.

#### Cipro e Costantinopoli
Concluse le operazioni a Sidone, Sigurd considerò esaurita la propria missione e si recò ad Acri. Così, nel dicembre del 1110, salpò dalle coste palestinesi con il suo «muro ininterrotto» di navi (come le definisce il poeta islandese Snorri Sturluson) e si diresse in principio verso Cipro, sostandovi per qualche tempo.

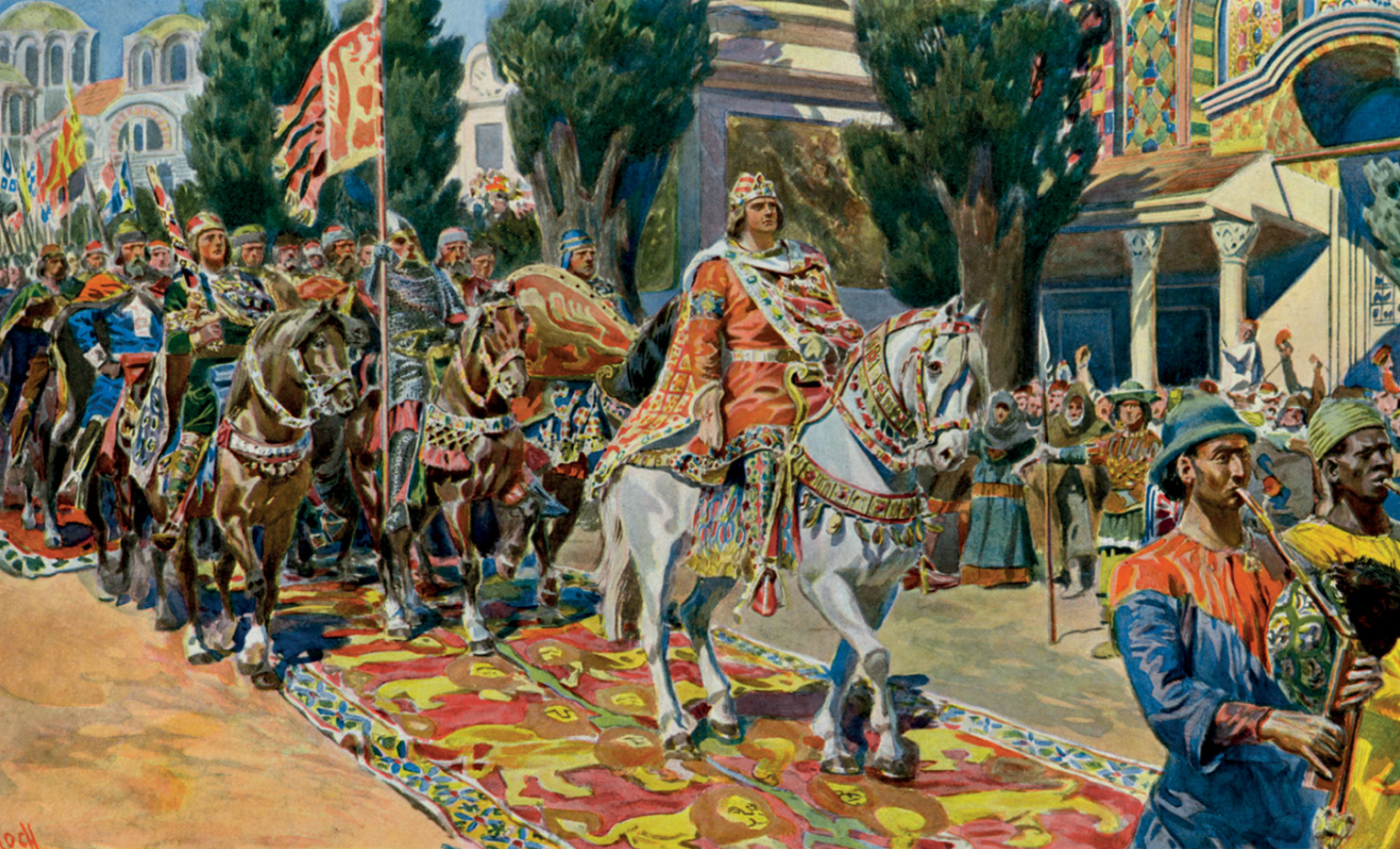
Sigurd fa il suo ingresso trionfale a Costantinopoli. Tela realizzata da un autore anonimo

Una volta ripartiti, ci si diresse a Costantinopoli (Miklagarðr), che godeva della fama di metropoli più grande del continente. Informato dell'imminente arrivo di Sigurd, pare che l'imperatore bizantino Alessio I Comneno (detto nelle saghe Kirjalax, una contrazione di Kirye e Alexie che sta per "Grande Alessio") fece spalancare la Porta d'Oro (in norreno Gullvarta) e distendere preziose stoffe che avrebbero accompagnato la venuta dei norvegesi. Discesi a terra prima dell'ingresso cittadino, i guerrieri procedettero in sella verso le porte di Costantinopoli, malgrado non venga spiegato dalle saghe dove gli uomini ebbero modo di munirsi dei cavalli. Si racconta poi che Sigurd cavalcò a passo d'uomo su un equino munito di ferri di cavallo appositamente realizzati in oro e che, di proposito, egli ne fece cadere uno a terra lasciandolo lì, al fine di suscitare impressione tra la folla. L'episodio risulta sicuramente frutto del folklore, così come il racconto secondo cui a Sigurd fosse stato concesso di recarsi nel sontuoso palazzo delle Blacherne (Laktjarnir), la residenza imperiale più lussuosa della capitale. Esclusi alcuni resoconti dalla credibilità più o meno elevata, è possibile che Sigurd assistette a dei giochi che si sarebbero organizzati presso l'ippodromo di Costantinopoli (paðreimr).
«Dopo settimane trascorse tra feste, banchetti e spettacoli circensi», alla fine dell'inverno del 1111 i guerrieri norvegesi decisero di abbandonare Costantinopoli e di partire via terra per la loro patria. Il re consegnò il possesso delle navi ad Alessio Comneno, poiché non era in grado di compiere le ingenti operazioni di riparazione di cui necessitavano. Inoltre, molti degli uomini di Sigurd avevano deciso di restare permanentemente a Costantinopoli, accettando di entrare a fare parte del corpo d’élite bizantino delle Guardie variaghe.

#### Ritorno in Norvegia
Le navi erano state scambiate con dei cavalli, grazie a cui i norvegesi avrebbero potuto intraprendere il viaggio di ritorno. Essi partirono nella primavera del 1111 e, a differenza di ogni altra fase precedente della spedizione, il cammino fu privo di eventi di rilievo. Si trattò sicuramente di un viaggio dai toni dimessi, considerando che, al contrario delle sontuose premesse dell'andata, Sigurd tornava a casa al massimo con un centinaio di uomini al seguito. Le terre da lui attraversate compresero nell'ordine la Bulgaria (Bolgaraland), all'epoca in mano bizantina, l'Ungheria (Ungaraland) e la Pannonia (Pannóníam), da cui si giunse poi in terra tedesca e si transitò in Baviera (Býaraland), in Svevia (Sváfa) e in Sassonia (Saxland). Lì il gruppo fu ricevuto dal duca Lotario di Supplimburgo, definito già però, in maniera anacronistica, imperatore del Sacro Romano Impero dai testi nordici (lo divenne dal 1133).

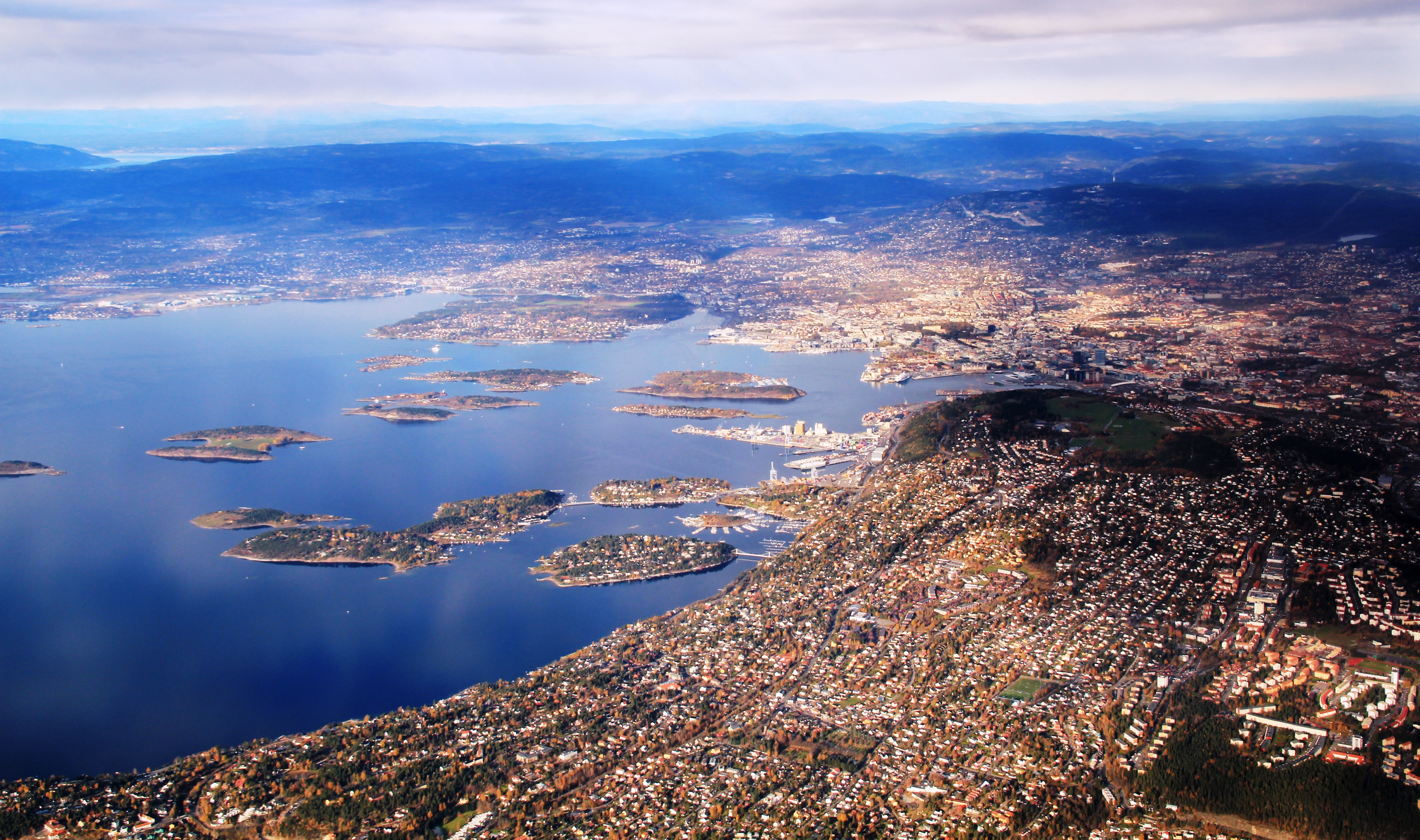
Il fiordo di Oslo, raggiunto da Sigurd e dal suo seguito al termine della crociata norvegese

Intorno alla metà dell'estate del 1111 fu raggiunta la Danimarca, più precisamente lo Schleswig (attraversato oggi dal confine tra la Danimarca e la Germania), e incontrò il conte locale, che gli riservò un sontuoso banchetto. Nella città mercantile di Hedeby incontrò di persona il re Niels, il quale accolse i norvegesi calorosamente e si offrì di accompagnarli fino allo Jutland, da dove, con una nave regalatagli, il sovrano norvegese poté attraversare il canale dello Skagerrak. Sempre nell'estate del 1111, Sigurd raggiunse verosimilmente il fiordo di Oslo, uno dei principali porti per le imbarcazioni che giungevano dallo Jutland, e da lì eseguì un cammino villaggio per villaggio allo scopo di incontrare i suoi sudditi e informarli sull'esito dell'impresa. Incontrati i suoi fratelli, fu accolto in maniera festosa e trascorse diversi giorni celebrando l'impresa. In concomitanza di questi eventi, la spedizione poté dirsi definitivamente conclusa.

### Dissidi interni e leva navale di Kalmar
Al suo ritorno, Sigurd aveva vent'anni e, a giudizio di Snorri Sturluson, mai una spedizione più onorevole era fino ad allora partita dalla Norvegia. Egli tornò in un regno fiorente e prospero, poiché re Øystein si era impegnato molto per creare un paese forte e stabile, e la Chiesa, in particolare, aveva subito una grande crescita. Le gesta di Sigurd si diffusero presto in vari angoli d'Europa ed egli fece sì che continuassero a sopravvivere anche in patria donando cimeli e reliquie portati dall'Oriente a varie chiese e città del suo regno. Quando nel 1115 Olaf morì, i rapporti tra i due fratelli sopravvissuti, ovvero Sigurd e Øystein, si fecero tesi e pare che la spedizione divenne forte oggetto di controversia. Se da una parte Sigurd rivendicava un ruolo di primo piano dicendo di aver compiuto un'impresa ai limite dell'impossibile e che aveva nobilitato il giudizio europeo sulla Norvegia, dall'altra Øystein rinfacciò al fratello le varie azioni da lui compiute in sua assenza, tra cui la costruzione di alcune chiese, e gli ricordò quanto fosse stato leale, poiché Sigurd era ritornato a casa praticamente senza esercito e sarebbe stato dunque facile detronizzarlo se lo avesse voluto. Malgrado i dissapori, nessuna delle due parti alla fine arrivò a rompere la pace e la Norvegia non fu scossa da lotte intestine. Sigurd fece la sua capitale Kungälv (nell'attuale Svezia) e si fece costruire un castello fortificato in cui vivere.

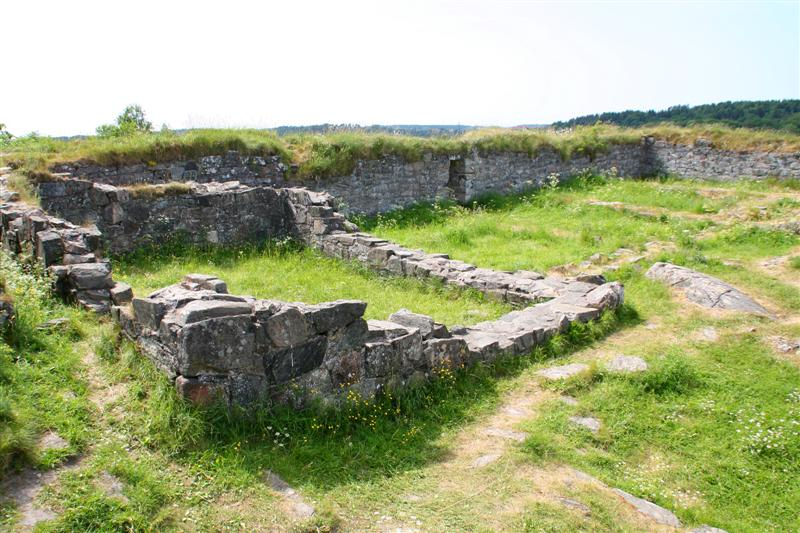
Rovine del castello di Ragnhildsholmen. Fu costruito nei pressi di Kungahälla, la chiesa in legno in cui re Sigurd conservò il frammento della Vera Croce ricevuto da Baldovino I di Gerusalemme

Vi è un secondo episodio che riguardò Sigurd e le lotte religiose, la cosiddetta leva navale di Kalmar (Kalmarnar leiðangr), iscritta addirittura da Pietro il Venerabile al novero delle crociate. Nel 1123, il re norvegese decise di recarsi nella regione svedese dello Småland, come testimoniato con ampi dettagli da Snorri Sturluson. Quest'ultimo riferisce che l'intervento militare di Sigurd avvenne su sollecito di re Niels di Danimarca, lo stesso che nel 1111 aveva accolto il norvegese di ritorno dall'Oriente. Lo scopo formale appariva quello di convertire i numerosi abitanti pagani della regione, che costituivano ancora la maggioranza della popolazione. Niels radunò però troppo presto le sue truppe rispetto a Sigurd e ne attese invano l'arrivo al luogo convenuto, lo stretto dell'Øresund, circostanza che portò alla smobilitazione dei guerrieri danesi e al loro ritiro. Quando il re norvegese infine giunse, criticò a sua volta il comportamento della controparte, riunendo un consiglio di guerra e decidendo per ripicca di saccheggiare lo Småland; alla fine, gli abitanti del posto furono presumibilmente convertiti. La narrazione di questo episodio, se da una parte testimonia ancora una volta l'atavico istinto predatorio nordico di qualche secolo prima, dall'altro consente di affermare con sicurezza che gli autori giudicavano queste spedizioni alla stregua di un conflitto contro i «nemici della croce di Cristo».

### Ultimi anni
Dopo la morte di Øystein, avvenuta nel 1123, Sigurd visse degli anni abbastanza travagliati e pare impazzì, malgrado non possa dirsi con sicurezza se si trattò di un disturbo da stress post-traumatico o di un disturbo bipolare. Alcune malelingue, come riferisce Teodorico monaco, affermavano che il re fosse stato avvelenato e avesse subito dei danni irreversibili, ma non si conosce alcuna prova concreta che avvalori questa diceria. In passato si era creduto che, durante il regno di Sigurd, venne introdotta in Norvegia la decima (una tassa del 10% a beneficio della chiesa), che rafforzò notevolmente la Chiesa del paese. In realtà, tale imposta venne promulgata soltanto nel 1152, in occasione della creazione della cattedrale di Nidaros. Pare che il re fondò la diocesi di Stavanger, poiché gli era stato negato il divorzio dal vescovo di Bergen. Sigurd morì nel 1130 e fu sepolto nella Hallvardskirken (la chiesa di Hallvards) a Oslo. 

## Discendenza
Dopo aver rotto il primo matrimonio con Bjaðmunjo adducendo come motivazione la mancata consumazione del rapporto, Sigurd sposò Malmfreda, i cui genitori erano il principe di Kiev Mstislav I Vladimirovič e la principessa svedese Cristina Ingesdotter, figlia del re Ingold I di Svezia. La coppia ebbe una bambina, Cristina Sigurddatter, senza però avere dei figli maschi legittimi. Ciò fece sì che il diritto alla successione al trono del suo figlio illegittimo, Magnus IV, finisse contestato da un pretendente irlandese di nome Harald che diceva di essere figlio di Magnus III (il padre di Sigurd I); lo scontro che ne seguì generò un lungo e tormentato periodo di guerre civili, trascinatosi addirittura fino al 1240.

## Ascendenza
|                        |   |                      | Genitori                  |  |  | Nonni |  |  | Bisnonni               |  |  | Trisnonni  |  |
|                        |   |                      |                           |  |  |       |  |  | Harald III di Norvegia |  |  | Sigurd Syr |  |
|                        |   |                      |                           |  |  |       |  |  | Harald III di Norvegia |  |  | Sigurd Syr |  |
|                        |   | Åsta Gudbrandsdatter |                           |  |  |       |  |  | Harald III di Norvegia |  |  |            |  |
| Olaf III di Norvegia   |   |                      |                           |  |  |       |  |  | Harald III di Norvegia |  |  |            |  |
|                        |   | Tora Torbergsdatter  | Torberg Arnesson di Giske |  |  |       |  |  |                        |  |  |            |  |
|                        |   | Tora Torbergsdatter  | Torberg Arnesson di Giske |  |  |       |  |  |                        |  |  |            |  |
|                        |   | Tora Torbergsdatter  | Ragnhild Erlingsdatter    |  |  |       |  |  |                        |  |  |            |  |
| Magnus III di Norvegia |   | Tora Torbergsdatter  |                           |  |  |       |  |  |                        |  |  |            |  |
|                        |   | …                    | …                         |  |  |       |  |  |                        |  |  |            |  |
|                        |   | …                    | …                         |  |  |       |  |  |                        |  |  |            |  |
|                        |   | …                    | …                         |  |  |       |  |  |                        |  |  |            |  |
| …                      |   | …                    |                           |  |  |       |  |  |                        |  |  |            |  |
|                        |   | …                    | …                         |  |  |       |  |  |                        |  |  |            |  |
|                        |   | …                    | …                         |  |  |       |  |  |                        |  |  |            |  |
|                        |   | …                    | …                         |  |  |       |  |  |                        |  |  |            |  |
| Sigurd I di Norvegia   |   | …                    |                           |  |  |       |  |  |                        |  |  |            |  |
|                        | … | …                    |                           |  |  |       |  |  |                        |  |  |            |  |
|                        | … | …                    |                           |  |  |       |  |  |                        |  |  |            |  |
|                        | … | …                    |                           |  |  |       |  |  |                        |  |  |            |  |
| …                      | … |                      |                           |  |  |       |  |  |                        |  |  |            |  |
|                        |   | …                    | …                         |  |  |       |  |  |                        |  |  |            |  |
|                        |   | …                    | …                         |  |  |       |  |  |                        |  |  |            |  |
|                        |   | …                    | …                         |  |  |       |  |  |                        |  |  |            |  |
| Thora                  |   | …                    |                           |  |  |       |  |  |                        |  |  |            |  |
|                        |   | …                    | …                         |  |  |       |  |  |                        |  |  |            |  |
|                        |   | …                    | …                         |  |  |       |  |  |                        |  |  |            |  |
|                        |   | …                    | …                         |  |  |       |  |  |                        |  |  |            |  |
| …                      |   | …                    |                           |  |  |       |  |  |                        |  |  |            |  |
|                        |   | …                    | …                         |  |  |       |  |  |                        |  |  |            |  |
|                        |   | …                    | …                         |  |  |       |  |  |                        |  |  |            |  |
|                        |   | …                    | …                         |  |  |       |  |  |                        |  |  |            |  |
|                        |   | …                    |                           |  |  |       |  |  |                        |  |  |            |  |

## Giudizio storiografico

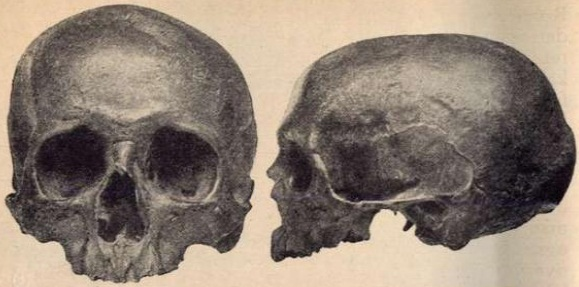
Il possibile teschio di Sigurd

La maggior parte delle informazioni raccolte su Sigurd provengono dall'Heimskringla, scritto da Snorri Sturluson intorno al 1225, la cui accuratezza è ancora dibattuto dagli studiosi. Il viaggio valse a Sigurd il soprannome con cui è tuttora noto, ovvero Jórsalafari, che in lingua norrena significa letteralmente «che ha viaggiato a Gerusalemme», «gerosolimitano» (da Jórsalir, "Gerusalemme", e fari, "viaggiatore").
Molti storici hanno considerato il regno di Sigurd come un periodo d'oro dell'età medievale della Norvegia. Il paese prosperò sia in termini di ricchezza sia in termini di espansione, ottenendo il riconoscimento internazionale e prestigio grazie alla partecipazione di Sigurd alle crociate. Nell''Ágrip si legge il seguente sintetico giudizio sul sovrano: «Amava il suo popolo, e loro amavano lui, ed egli espresse il suo affetto in questo verso: 'I contadini io reputo migliori; / possano la terra coltivata e la pace durare'». Nel frattempo, la letteratura sul tema è notevolmente proliferata e tra i lavori di recente conclusi rientra quello dello storico Francesco D'Angelo, il quale ha riservato il seguente giudizio a proposito dell'evento che più rese famoso Sigurd, ovvero la crociata:
Al tempo stesso, però, non possiamo non reputarlo un crociato: benché le fonti non usino mai espressamente un simile appellativo e la sua spedizione non rientri in una offensiva su larga scala contro i musulmani, le testimonianze esaminate, in particolare la lettera di Pietro il Venerabile, dimostrano chiaramente che, agli occhi dei contemporanei, quello del re norvegese fu un negotium Christi, un'impresa finalizzata a combattere i nemici di Cristo e a supportare con le armi l'avanzamento del cristianesimo, facendo ricorso persino alle conversioni forzate dei saraceni, se necessario. Dall'inizio alla fine, la sua spedizione rivela inoltre la medesima tensione tra l'elemento secolare e quello devozionale, tra l'interesse economico e il fervore religioso, che caratterizzò il movimento crociato. Da questo punto di vista specifico, la figura di Sigurðr merita allora di essere rivalutata perché, dopotutto, egli non fu molto dissimile dai signori che lo avevano preceduto in Outremer e da quelli che vi si sarebbero recati dopo di lui. Non fu, insomma, meno "crociato" di loro.

In quanto pellegrino e crociato, Sigurðr è dunque un uomo del suo tempo, perfettamente immerso nel milieu culturale e sociale europeo del XII secolo; in lui, tuttavia, queste due anime convivono con una terza più antica, [quella vichinga], retaggio di un'epoca giunta inesorabilmente al tramonto.»
(Francesco D'Angelo, Il primo re crociato: La spedizione di Sigurd in Terrasanta, p. 131)

## Influenza culturale
La spedizione, e più in generale la vita di Sigurd, ispirarono vari autori. Tra questi, il drammaturgo norvegese Bjørnstjerne Bjørnson (1832-1910), vincitore del Premio Nobel per la letteratura nel 1903, compose nel 1872 il Sigurd Jorsalfar, con musiche di Edvard Grieg (1843-1907). Il poeta scozzese William Forsyth scrisse anch'egli una lirica incentrata sul re Sigurd e sull'impresa dal titolo King Sigurd the Crusader ("Re Sigurd il Crociato"), poi illustrata da Edward Burne-Jones nel 1862.

### Esplicative
1. ↑  Dal 1103 al 1123 fu re assieme ai suoi due fratelli Øystein e Olav, divenendo unico sovrano tra il 1123 e il 1130.
2. ↑  Il termine víkingr ("pirata") «non aveva alcuna valenza etnica e assumeva un'accezione positiva o negativa a seconda del contesto: in questo caso, esso si riferisce non a dei guerrieri nordici bensì semplicemente a dei pirati o predoni»: D'Angelo (2021), p. 58.

### Bibliografiche
1. 1 2 3  Jones (2022), p. 126.
2. 1 2  D'Angelo (2021), p. 39.
3. 1 2  D'Angelo (2021), p. 40.
4. 1 2 3  D'Angelo (2021), pp. 40-41.
5. ↑  D'Angelo (2021), p. 41.
6. ↑  Doxey (1996), p. 144.
7. 1 2 3 4 5  Jones (2022), p. 127.
8. 1 2  Doxey (1996), p. 159.
9. ↑  D'Angelo (2021), p. 30.
10. 1 2 3 4 5  Doxey (1996), p. 145.
11. 1 2 3 4  Riley-Smith (2022), p. 136.
12. ↑  Jones (2022), p. 137.
13. ↑  Doxey (1996), pp. 156-159.
14. 1 2 3  D'Angelo (2021), p. 43.
15. ↑  D'Angelo (2021), pp. 43-44.
16. 1 2 3 4 5 6   Steven Runciman, Storia delle crociate, traduzione di A. Comba e E. Bianchi, Einaudi, 2005,  p. 360, ISBN 978-88-06-17481-1.
17. 1 2  D'Angelo (2021), p. 48.
18. ↑  D'Angelo (2021), p. 49.
19. ↑  D'Angelo (2021), p. 51.
20. 1 2 3 4  Jones (2022), p. 128.
21. 1 2  D'Angelo (2021), p. 55.
22. ↑  D'Angelo (2021), p. 56.
23. ↑  D'Angelo (2021), p. 58.
24. 1 2 3 4  Jones (2022), p. 129.
25. ↑  D'Angelo (2021), pp. 58-59.
26. ↑  D'Angelo (2021), p. 60.
27. 1 2  D'Angelo (2021), p. 63.
28. 1 2  D'Angelo (2021), p. 64.
29. 1 2  D'Angelo (2021), p. 65.
30. 1 2 3 4 5  Jones (2022), p. 130.
31. ↑  Doxey (1996), p. 148.
32. 1 2 3 4  Doxey (1996), p. 146.
33. 1 2 3  D'Angelo (2021), p. 74.
34. 1 2  D'Angelo (2021), p. 75.
35. ↑  D'Angelo (2021), p. 76.
36. ↑  Doxey (1996), pp. 147-148.
37. 1 2  Doxey (1996), p. 149.
38. ↑  D'Angelo (2021), p. 77.
39. ↑  Jones (2022), p. 131.
40. 1 2  Doxey (1996), p. 150.
41. ↑  D'Angelo (2021), p. 84.
42. 1 2  D'Angelo (2021), p. 87.
43. ↑  D'Angelo (2021), pp. 88-89.
44. ↑  D'Angelo (2021), p. 88.
45. ↑  Jones (2022), p. 132.
46. ↑  D'Angelo (2021), p. 94.
47. ↑  D'Angelo (2021), pp. 90-91.
48. ↑  D'Angelo (2021), pp. 93-94, 96.
49. 1 2  D'Angelo (2021), pp. 99-100.
50. ↑  D'Angelo (2021), pp. 96-97, 128.
51. 1 2  D'Angelo (2021), p. 100.
52. ↑  D'Angelo (2021), p. 89.
53. 1 2  Jones (2022), p. 133.
54. ↑   Antonio Musarra, Il Grifo e il Leone: Genova e Venezia in lotta per il Mediterraneo, Gius.Laterza & Figli Spa, 2020,  p. 43, ISBN 978-88-58-14202-8.
55. ↑  D'Angelo (2021), pp. 100-101.
56. ↑  D'Angelo (2021), p. 101.
57. 1 2 3  D'Angelo (2021), p. 102.
58. 1 2  D'Angelo (2021), p. 103.
59. ↑  D'Angelo (2021), p. 104.
60. 1 2 3 4  Jones (2022), p. 134.
61. ↑  D'Angelo (2021), p. 107.
62. 1 2  D'Angelo (2021), p. 108.
63. 1 2 3  D'Angelo (2021), p. 109.
64. ↑  D'Angelo (2021), p. 115.
65. ↑  D'Angelo (2021), p. 118.
66. 1 2  D'Angelo (2021), p. 119.
67. 1 2 3 4 5 6  D'Angelo (2021), p. 124.
68. ↑  D'Angelo (2021), pp. 124-125.
69. 1 2  D'Angelo (2021), p. 125.
70. 1 2  Jones (2022), p. 135.
71. ↑  D'Angelo (2021), p. 126.
72. ↑  D'Angelo (2021), pp. 128-129.
73. 1 2  D'Angelo (2021), p. 129.
74. 1 2 3 4 5 6  D'Angelo (2021), p. 127.
75. 1 2  D'Angelo (2021), p. 17.
76. ↑  D'Angelo (2021), p. 98.
77. ↑  D'Angelo (2021), pp. 129-130.
78. ↑  D'Angelo (2021), p. 13.
79. ↑  D'Angelo (2021), p. 131.
80. ↑  D'Angelo (2021), pp. 16-17.
81. ↑  (EN) William Forsyth, King Sigurd the Crusader, su Good Words for 1862, The Met,  p. 248. URL consultato l'8 maggio 2024.